# جاكوب موير
جاكوب موير (بالإنجليزية: Jacob Muir) هو لاعب كرة قدم أسترالي، ولد في 21 يناير 2002.